# Rennrodel-Weltcup 1994/95
Die Weltcupsaison 1994/95 im Rennrodeln begann am 25. November 1994 im österreichischen Igls und endete am 19. Februar 1995 im sächsischen Altenberg. Weiterer Saisonhöhepunkt waren die Rennrodel-Weltmeisterschaften, die im norwegischen Lillehammer stattfanden.
Gesamtweltcupsieger wurde bei den Frauen Sylke Otto aus Deutschland, bei den Männern siegte erneut Markus Prock aus Österreich und bei den Doppelsitzern gewann das deutsche Duo Stefan Krausse/Jan Behrendt.
Die Saison wurde an acht Weltcupstationen in Europa und Nordamerika ausgetragen. In Igls und im kanadischen Calgary fanden dicht aufeinander gleich zwei Weltcup-Veranstaltungen statt.

## Weltcupergebnisse
| Datum                 | Ort        | Disziplin     | Sieger                                    | Zweiter                     | Dritter                       |
| --------------------- | ---------- | ------------- | ----------------------------------------- | --------------------------- | ----------------------------- |
| 25./26. November 1994 | Igls       | Einsitzer (F) | Sylke Otto                                | Gerda Weissensteiner        | Natalja Jakuschenko           |
| 25./26. November 1994 | Igls       | Einsitzer (M) | Markus Prock                              | Jens Müller                 | Gerhard Gleirscher            |
| 25./26. November 1994 | Igls       | Doppel (M)    | Stefan Krausse Jan Behrendt               | Chris Thorpe Gordy Sheer    | Kurt Brugger Wilfried Huber   |
| 26./27. November 1994 | Igls       | Einsitzer (F) | Jana Bode                                 | Sylke Otto                  | Natalja Jakuschenko           |
| 26./27. November 1994 | Igls       | Einsitzer (M) | Markus Prock                              | Jens Müller                 | Gerhard Gleirscher            |
| 26./27. November 1994 | Igls       | Doppel (M)    | Stefan Krausse Jan Behrendt               | Chris Thorpe Gordy Sheer    | Kurt Brugger Wilfried Huber   |
| 3./4. Dezember 1994   | Winterberg | Einsitzer (F) | Jana Bode                                 | Sylke Otto                  | Gabriele Kohlisch             |
| 3./4. Dezember 1994   | Winterberg | Einsitzer (M) | Markus Prock                              | Armin Zöggeler              | Duncan Kennedy                |
| 3./4. Dezember 1994   | Winterberg | Doppel (M)    | Kurt Brugger Wilfried Huber               | Chris Thorpe Gordy Sheer    | Yves Mankel Thomas Rudolph    |
| 16./17. Dezember 1994 | Calgary    | Einsitzer (F) | Sylke Otto                                | Jana Bode                   | Gabriele Kohlisch             |
| 16./17. Dezember 1994 | Calgary    | Einsitzer (M) | Markus Prock                              | Jens Müller                 | Armin Zöggeler                |
| 16./17. Dezember 1994 | Calgary    | Doppel (M)    | Stefan Krausse Jan Behrendt               | Kurt Brugger Wilfried Huber | Chris Thorpe Gordy Sheer      |
| 17./18. Dezember 1994 | Calgary    | Einsitzer (F) | Gabriele Kohlisch                         | Jana Bode                   | Susi Erdmann                  |
| 17./18. Dezember 1994 | Calgary    | Einsitzer (M) | Jens Müller                               | Markus Prock                | Wilfried Huber                |
| 17./18. Dezember 1994 | Calgary    | Doppel(M)     | Stefan Krausse Jan Behrendt               | Kurt Brugger Wilfried Huber | Chris Thorpe Gordy Sheer      |
| 14./15. Januar 1995   | Oberhof    | Einsitzer (F) | Gabriele Kohlisch                         | Sylke Otto                  | Jana Bode                     |
| 14./15. Januar 1995   | Oberhof    | Einsitzer (M) | Armin Zöggeler                            | Markus Prock                | Norbert Huber                 |
| 14./15. Januar 1995   | Oberhof    | Doppel(M)     | Stefan Krausse Jan Behrendt               | Yves Mankel Thomas Rudolph  | Tobias Schiegl Markus Schiegl |
| 22./23. Januar 1995   | Königssee  | Einsitzer (F) | Sylke Otto                                | Gabriele Kohlisch           | Gerda Weissensteiner          |
| 22./23. Januar 1995   | Königssee  | Einsitzer (M) | Armin Zöggeler                            | Jens Müller                 | Georg Hackl                   |
| 22./23. Januar 1995   | Königssee  | Doppel(M)     | Stefan Krausse Jan Behrendt               | Kurt Brugger Wilfried Huber | Chris Thorpe Gordy Sheer      |
| 27./28. Januar 1995   | St. Moritz | Einsitzer (F) | Gabriele Kohlisch                         | Gerda Weissensteiner        | Susi Erdmann                  |
| 27./28. Januar 1995   | St. Moritz | Einsitzer (M) | Georg Hackl                               | Norbert Huber               | Armin Zöggeler                |
| 27./28. Januar 1995   | St. Moritz | Doppel(M)     | Gerhard Plankensteiner Oswald Haselrieder | Chris Thorpe Gordy Sheer    | Kurt Brugger Wilfried Huber   |
| 11./12. Februar 1995  | Sigulda    | Einsitzer (F) | Sylke Otto                                | Gabriele Kohlisch           | Cammy Myler                   |
| 11./12. Februar 1995  | Sigulda    | Einsitzer (M) | Armin Zöggeler                            | Wilfried Huber              | Markus Prock                  |
| 11./12. Februar 1995  | Sigulda    | Doppel(M)     | Chris Thorpe Gordy Sheer                  | Stefan Krausse Jan Behrendt | Kurt Brugger Wilfried Huber   |
| 18./19. Februar 1995  | Altenberg  | Einsitzer (F) | Sylke Otto                                | Cammy Myler                 | Jana Bode                     |
| 18./19. Februar 1995  | Altenberg  | Einsitzer (M) | Armin Zöggeler                            | Wilfried Huber              | Markus Prock                  |
| 18./19. Februar 1995  | Altenberg  | Doppel(M)     | Kurt Brugger Wilfried Huber               | Chris Thorpe Gordy Sheer    | Stefan Krausse Jan Behrendt   |

## Weltcupstände

### Frauen
| Rang | Rodlerin             | Land               | Punkte |
| ---- | -------------------- | ------------------ | ------ |
| 1.   | Sylke Otto           | Deutschland        | 164    |
| 2.   | Gabriele Kohlisch    | Deutschland        | 145    |
| 3.   | Jana Bode            | Deutschland        | 135    |
| 4.   | Gerda Weissensteiner | Italien            | 115    |
| 5.   | Angelika Neuner      | Österreich         | 094    |
| 6.   | Cammy Myler          | Vereinigte Staaten | 086    |

### Männer
| Rang | Rodler         | Land               | Punkte |
| ---- | -------------- | ------------------ | ------ |
| 01.  | Markus Prock   | Österreich         | 292    |
| 02.  | Armin Zöggeler | Italien            | 281    |
| 03.  | Jens Müller    | Deutschland        | 262    |
| 04.  | Wilfried Huber | Italien            | 253    |
| 05.  | Norbert Huber  | Italien            | 233    |
| 06.  | Wendel Suckow  | Vereinigte Staaten | 218    |

### Doppelsitzer
| Rang | Duo                                       | Land               | Punkte |
| ---- | ----------------------------------------- | ------------------ | ------ |
| 01.  | Stefan Krausse/Jan Behrendt               | Deutschland        | 165    |
| 02.  | Kurt Brugger/Wilfried Huber               | Italien            | 151    |
| 03.  | Chris Thorpe/Gordy Sheer                  | Vereinigte Staaten | 150    |
| 04.  | Yves Mankel/Thomas Rudolph                | Deutschland        | 112    |
| 05.  | Gerhard Plankensteiner/Oswald Haselrieder | Italien            | 088    |
| 06.  | Mark Grimmette/Jon Edwards                | Vereinigte Staaten | 075    |